# خشبوري

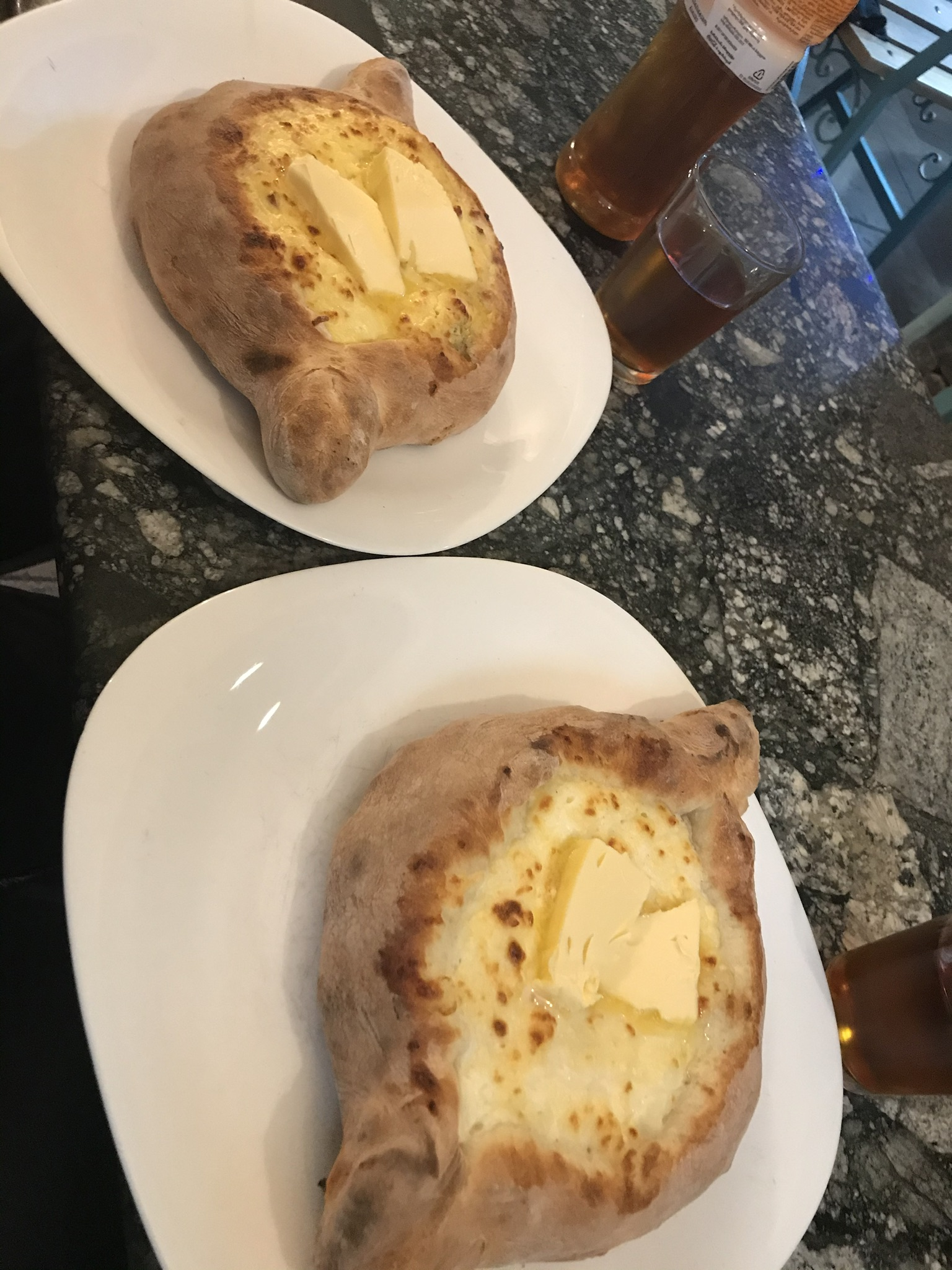
خجبوري في جورجيا

الخَشَبُورِي أو الخَجَبُوري هي أكلة تقليدية جورجية مكونة من فطيرة جبن تتوسطها بيضة، يستخدم فيها عادة جبن السُلْقُونِي (بالجورجية: სულგუნი) الجورجي في تحضير الفطيرة. تشتهر الأكلة في جورجيا عامة، وتعتبر من الأطباق الرئيسة في المطبخ الجورجي، وتختلف طريقة تحضير الفطيرة من منطقة لأخرى في جورجيا.